# Eileen Lacey
Eileen Anne Lacey (n. 1961) es una bióloga estadounidense especializada en evolución y ecología comportamental de mamíferos. Es reconocida por sus aportes a la comprensión de la estructura social de las ratas topo desnudas (Heterocephalus glaber) y sus propuestas conceptuales sobre el "continuo" en la evolución de la eusocialidad (en inglés,The eusociality continuum). En Argentina y Uruguay sus estudios han contribuido a la comprensión de la evolución del comportamiento social en tuco-tucos (Ctenomys), grupo que constituye su principal línea de investigación.

## Carrera
Eileen A. Lacey inició su carrera científica en la Universidad de Cornell, donde estudió en cautiverio a las ratas topo desnudas (Bathyergidae). Posteriormente, en 1991 obtuvo el título de doctora en la Universidad de Michigan, con su tesis titulada “Estrategias reproductivas y de dispersión en machos de ardillas terrestres árticas (Spermophilus parryii plesius)”.
En 1993 comenzó a estudiar las causas ecológicas de la sociabilidad en el tuco-tuco colonial (Ctenomys sociabilis'), una especie endémica de la Patagonia Argentina y rara por su comportamiento social. En la actualidad, Eileen continúa investigando la diversidad en la organización social de las especies de Ctenomys. 
En sus trabajos se destaca la colaboración con instituciones e investigadores de Argentina y Uruguay, y en menor medida también de Brasil, Chile y Perú.

## Distinciones
Es miembro de la Academia de Ciencias de California. Presidenta de la International Federation of Mammalogists (IFM) y segunda presidenta electa de la Animal Behavior Society (ABS). También es ex presidenta de la American Society of Mammalogists (ASM) período 2014-2016.
En la actualidad es profesora, curadora de mamíferos e investigadora principal del Museum of Vertebrate Zoology, de la Universidad de California, Berkeley, donde también dirige el Laboratorio Lacey (en inglés, Lacey Lab) enfocado en el comportamiento social y la biología de poblaciones de diferentes taxones de vertebrados.
Su trabajo ha sido documentado en Argentina por Timbó Films para la serie "Biodiversidad en Acción" (2020) de Fundación Biodiversidad Argentina. En reconocimiento por su carrera, en 2023 científicos Argentinos nombraron una especie de Ctenomys en su honor, el tuco-tuco de Eileen (Ctenomys eileenae).

## Publicaciones destacadas
- Lacey, E. A. (2000). Life underground: the biology of subterranean rodents. University of Chicago Press.[19]
- Sherman, P. W., Lacey, E. A., Reeve, H. K., & Keller, L. (1995). The eusociality continuum. Behavioral Ecology, 6(1), 102-108.[20]
- Lacey, E. A., & Sherman, P. W. (1991). Social organization of naked mole-rat colonies: evidence for divisions of labor. The biology of the naked mole-rat, 275-336.[21]
- Lacey, E. A., Braude, S. H., & Wieczorek, J. R. (1997). Burrow sharing by colonial tuco-tucos (Ctenomys sociabilis). Journal of mammalogy, 78(2), 556-562.[22]
- Lacey, E. A., & Wieczorek, J. R. (2003). Ecology of sociality in rodents: a ctenomyid perspective. Journal of Mammalogy, 84(4), 1198-1211.[23]